# Успенковский сельский совет (Бурынский район)
Успенковский сельский совет (укр. Успенська сільська рада) — входит в состав
Бурынского района
Сумской области
Украины.
Административный центр сельского совета находится в 
с. Успенка
.

## Населённые пункты совета
- с. Успенка